# Conchaspis tsaratananae
Conchaspis tsaratananae är en insektsart som beskrevs av Mamet 1951. Conchaspis tsaratananae ingår i släktet Conchaspis och familjen Conchaspididae.
Artens utbredningsområde är Madagaskar. Inga underarter finns listade i Catalogue of Life.